# Seguimos con lo nuestro
Seguimos con lo nuestro es el primer álbum de estudio de la agrupación colombiana Los K Morales. Fue lanzado el 1 de junio de 2006.
En este álbum Los K Morales quisieron continuar con el legado que había comenzado su hermano Kaleth Morales en su estilo Nueva Ola.
El acordeón estuvo a cargo de Juan Carlos Ricardo (JuanK Ricardo). 
El nombre de este disco busca dar a entender que aunque Kaleth había muerto sus hermanos iban a continuar con el legado. Es también el nombre del track 1. 
El trabajo incluye canciones de importantes compositores como: Hughes Martínez, Omar Geles, Leonardo Gómez Jr(†), Miguel Morales, Sergio Luis Rodríguez, álvaro Vence, Carlos Daza, Isaac Calvo, John Davales, Enrique Suárez y Kaleth Morales(†).
El primer sencillo es "La misma mujer" y fue lanzado en abril de 2006 a los medios.
Única, Cada minuto, Ángel del camino y No eres princesa fueron otros éxitos de este álbum.

## Canciones
1. Seguimos con lo nuestro - (Kanner Morales, Keyner Morales y JuanK Ricardo) (4:19)
2. Tu mal genio - (Keyner Morales y JuanK Ricardo) (4:11)
3. Única - (Kanner Morales y JuanK Ricardo) (5:04)
4. No eres princesa - (Keyner Morales y JuanK Ricardo) (4:03)
5. La misma mujer - (Kanner Morales Keyner Morales y JuanK Ricardo) (4:27)
6. Me alegraste la vida - (Kanner Morales y JuanK Ricardo) (4:01)
7. Nada de nada - (Kanner Morales Ft Miguel Morales y JuanK Ricardo) (4:37)
8. Ángel del camino - (Keyner Morales y JuanK Ricardo) (4:40)
9. Nominada al Óscar - (Kanner Morales, Keyner Morales y JuanK Ricardo) (4:26)
10. Por qué serán así - (Kanner Morales y JuanK Ricardo) (4:37)
11. Cada minuto - (Keyner Morales y JuanK Ricardo) (4:57)
12. Diferente - (Kanner Morales y JuanK Ricardo) (5:09)
13. Sin palabras - (Kanner Morales y JuanK Ricardo) (4:38)

## Sencillos
- La misma mujer